# Ituglanis epikarsticus
Ituglanis epikarsticus és una espècie de peix de la família dels tricomictèrids i de l'ordre dels siluriformes.
Els adults poden assolir 3,4 cm de llargària total. Es troba a Sud-amèrica: Brasil.